# Deflator implícito
Na economia, o Deflator do PIB (deflator implícito de preços) é uma medida do nível de preços de todos os bens e serviços novos, produzidos internamente, em uma economia. PIB significa produto interno bruto, o valor monetário total de todos os bens e serviços finais produzidos dentro do território de um país durante um determinado período de tempo (trimestral ou anual).
Como o índice de preços ao consumidor (IPC), o deflator do PIB é uma medida de inflação/deflação, com respeito a um determinado ano-base; o deflator do PIB do ano base em si é igual a 100. Diferentemente do IPC, o deflator do PIB não é baseado em uma cesta fixa de bens e serviços; a "cesta" do deflator do PIB pode mudar de ano para ano com os padrões de consumo e investimento das pessoas.

## Cálculo

### Medição nas contas nacionais
Na maioria dos sistemas de contas nacionais, o deflator do PIB mede a relação entre o PIB nominal (ou preço atual) e a medida real do PIB (ou volume da cadeia). A fórmula usada para calcular o deflator é:
{\displaystyle \operatorname {GDP\ deflator} ={\frac {\operatorname {Nominal\ GDP} }{\operatorname {Real\ GDP} }}\times 100}
O PIB nominal de um dado ano, é calculado utilizando-se os preços desse ano, enquanto o PIB real do ano é calculado usando a base de preços do ano.
A fórmula implica que, dividindo-se o PIB nominal pelo deflator do PIB e multiplicando por 100 vai dar o PIB real, daí a "deflação" o PIB nominal em uma medida real.
Muitas vezes, é útil considerar deflatores de preços implícitos para determinadas subcategorias do PIB, como hardware de computador. Nesse caso, é útil pensar no deflator de preços como a razão entre o preço do ano atual de um bem e o seu preço em algum ano base. O preço no ano base é normalizado para 100. Por exemplo, para hardware de computador, poderíamos definir uma "unidade" para ser um computador com um nível específico de poder de processamento, memória, espaço no disco rígido e assim por diante. Um deflator de preço de 200 significa que o preço do ano corrente desse poder de computação é duas vezes a inflação de preço-preço no ano-base. Um deflator de preço de 50 significa que o preço do ano atual é a metade da deflação do preço do ano-base. Isso pode levar a uma situação em que as estatísticas oficiais refletem uma queda nos preços, embora permaneçam as mesmas.
Ao contrário de alguns índices de preços (como o IPC), o deflator do PIB não é baseado em uma cesta fixa de bens e serviços. A cesta pode mudar com os padrões de consumo e investimento das pessoas. Especificamente, para o deflator do PIB, a "cesta" em cada ano é o conjunto de todos os bens que foram produzidos internamente, ponderados pelo valor de mercado do consumo total de cada bem. Portanto, novos padrões de despesas podem aparecer no deflator quando as pessoas respondem às mudanças de preços. A teoria por trás dessa abordagem é que o deflator do PIB reflete padrões de despesas atualizados. Por exemplo, se o preço do frango aumenta em relação ao preço da carne bovina, afirma-se que as pessoas provavelmente gastarão mais dinheiro em carne bovina como substituto do frango.

## Deflator no Brasil
Na prática, a diferença entre o deflator e um índice de preços, como o índice de preços ao consumidor (IPC), é muitas vezes relativamente pequena. Por outro lado, com governos em países desenvolvidos utilizando cada vez mais índices de preços, desde planejamento fiscal e monetário até pagamentos a beneficiários de programas sociais, até mesmo pequenas diferenças entre medidas de inflação podem deslocar receitas e despesas orçamentárias em milhões ou bilhões de dólares.
Embora seja menos citado do que os demais índices de preços disponíveis na economia, o deflator implícito do PIB é provavelmente o mais abrangente, pois considera informações indisponíveis nos outros índices. Chama-se implícito, porque não é um índice pesquisado diretamente, como são, no Brasil, o Índice Geral de Preços-Disponibilidade Interna (IGP-DI), calculado pela Fundação Getulio Vargas (FGV), e o Índice de Preços ao Consumidor Amplo (IPCA), do Instituto Brasileiro de Geografia e Estatística (IBGE), que também calcula o deflator implícito do PIB. Eventualmente, o deflator implícito se distancia dos principais índices de preços. O Banco Central do Brasil utilizava o IGP-DI como proxy do deflator do PIB.

## Economias mundiais
- Paquistão - O Banco do Estado do Paquistão, relata o Deflator do PIB e o PIB real do Paquistão.
- Índia - Deflator do PIB em Índia é comunicado pelo Ministério de Estatística e Implementação do Programa (Índia).
- EUA - O PIB e o deflator do PIB são calculados pelo Bureau of Economic Analysis.
- Reino Unido - O PIB e o deflator do PIB são publicados pelo instituto Nacional de Estatística.[5]
- Canadá - O PIB e o deflator do PIB são publicados pelo bureau de Estatísticas do Canadá.[6]
- Austrália - O PIB e o deflator do PIB são calculados pelo Australian Bureau of Statistics.
- Argentina - O PIB e o deflator do PIB são calculados pelo INDEC.
- Japão - O PIB e o deflator do PIB são calculados pelo Cabinet Office (Japão).
- Hong Kong - O PIB e o deflator do PIB são publicados pelo Censo e Departamento de Estatística (de Hong Kong).[7]
- Nepal - O PIB e o deflator do PIB são publicados pelo escritório Central de Estatísticas.[8]

### Dados
- OCDE deflator do PIB de dados
- FMI banco de dados do PIB do país deflatores para 1980-2013
- Briefing.com: PIB-Adv.
  - Compare com Briefing.com CPI